# Elle (magazine)
Pour les articles homonymes, voir Elle.
Elle est un magazine hebdomadaire français féminin et de société, fondé en 1945 par Hélène Lazareff. 
Le titre est racheté en avril 2018 par le milliardaire tchèque Daniel Křetínský.

## Historique

### Lancement
Le premier numéro d'Elle est publié le 21 novembre 1945, peu après l'adoption du droit de vote des femmes en France. La fondatrice est Hélène Gordon-Lazareff, l'épouse de Pierre Lazareff, fille d'exilés russes qui avant la guerre commence sa carrière à Paris-Soir, où elle rencontre son mari, puis à Marie Claire. Réfugiée à New York pendant l'Occupation, elle est journaliste au supplément féminin du New York Times et à la rubrique mode au Harper's Bazaar, un magazine de mode luxueux dont elle s'inspire tout en conservant un « positionnement francophile » marqué.
La ligne éditoriale du journal est posée dès l'origine dans sa ligne de pied : « du sérieux dans la frivolité, de l'ironie dans le grave. » Hélène Lazareff précise qu'elle souhaite alors « faire un journal de mode, mais pas seulement. Un journal moderne. Pratique. Avec des photos. Donc des photographes. […] Un journal qui s’adresse à toutes les femmes. Et qui soit cependant sophistiqué ». Les premiers dessins qui paraissent dans le magazine sont signés Christian Bérard, Pierre Simon ou encore Doty. 
Si le magazine met en valeur les femmes, sa ligne éditoriale n'est pas féministe, même si Simone de Beauvoir et Marguerite Duras  y trouvent « un espace privilégié » où « défendre leur travail et leurs idées ». Il fait connaitre Françoise Sagan lors de sa naissance en littérature en 1954, à l'âge de 18 ans, quand Bonjour tristesse provoque un scandale mondial. Alors que le reste de la presse féminine se montre  virulente, Elle lui propose une série de trois articles consacrés à l’Italie et en 1955 elle est accueillie à New York par Hélène Gordon-Lazareff, qui organise une fête.
La référence des magazines de l'époque destiné aux femmes, non élitistes comme le Vogue, sont alors le Marie Claire d'avant guerre et Le Petit Écho de la mode tirant à plusieurs centaines de milliers d'exemplaires'. Mais il se distingue des concurrents où tous les postes de direction sont occupés par des hommes et axe sa communication sur un personnel nombreux et très féminisé avec « une domination féminine dans la rédaction », à hauteur des trois quarts.
« Plus audacieux que ses concurrentes » Claudine et Marie-France, l’hebdomadaire a cependant pour originalité de présenter « la femme sur un pied d’égalité avec l’homme », tout en « satisfaisant aux impératifs de neutralité des annonceurs », et de « promouvoir des femmes exerçant des métiers masculins ou ayant un comportement émancipé », notamment par le biais de la littérature. À partir d'avril 1954, une série de six reportages valorise le travail féminin dans la santé et en novembre 1954, Elle titre « 70 romancières, 300 romans : les femmes de lettres s’imposent ». Des redistributions d’articles ont lieu avec le quotidien France-Soir,,Pierre Lazareff qui vient de fonder France Soir, reste très présent au sein de la rédaction.
La place libre laissée par Marie Claire interdit de publication en 1944 laisse donc des perspectives à Elle mais également aux magazines plus conservateurs Marie France (1944) et Claudine (mai 1945, racheté trois ans plus tard par Elle). Mais Elle, plus haut de gamme, veut « tirer par le haut la presse féminine française ».
Le premier numéro d'Elle, sans publicité car voulant s'adresser plus « à ses lectrices comme citoyennes et non consommatrices », est rapidement épuisé malgré le tirage de 700 000 exemplaires (pour une moyenne de 110 000 les numéros suivants). Plus tard, les publicités sont « d'abord concentrées sur une pleine page » mais le titre reste moins dépendant que ses concurrents : elles oscillent entre 40 et 50% de sa pagination totale. Le titre tire en moyenne à 110 000 exemplaires puis monte à 340 000 en 1948, pour atteindre le cap des 500 000 en 1950. Dès les années 1950, par l'influence de sa fondatrice, il acquiert une notoriété internationale ayant valeur de marque.
Simone Baron et Alice Chavanne en assurent la responsabilité, assistées du photographe Jean Chevalier comme directeur artistique, avant l'arrivée en janvier 1946 de Françoise Giroud qui restera rédactrice en chef du magazine jusqu'en 1952 avant son départ pour L'Express. La notion d'émancipation des femmes reste omniprésente dans la ligne éditoriale. Certains sujets peu habituels sont abordés tels la frigidité dès 1949, ou l'hygiène. Dès les débuts, la photographie de mode, alors peu répandue dans la presse, prend une place importante au sein le magazine.
Au départ, le magazine ne comporte qu'une vingtaine de pages. La ligne éditoriale souhaitée par Pierre Lazareff transgresse les principes des magazines féminins de l'époque : moins de chroniques au profit d'informations précises, elle recentre la mode sur les personnalités plus que les créations jusqu'à en promouvoir certaines — comme Emmanuelle Khanh quelques années après —, achète des images couleur jusqu'à New York pour les mettre en couverture, éloignant ainsi Elle des magazines de mode proches parfois de simples catalogues. Le contenu du magazine est alors composé de pages sur la haute couture et de rubriques avec recettes, astuces pratiques ou patrons. Peu à peu, au-delà de la mode, l'information et la littérature entrent dans les pages du magazine même si la « femme écrivain » est déjà présente, par les écrits de Colette, dès le premier numéro.

### Années 1950
Dès le début des années 1950, Elle impose son propre style en étant précurseur dans les domaines du sportswear d'inspiration américaine, qui vit ses balbutiements ou du prêt-à-porter qui connaitra son âge d'or la décennie suivante. Le magazine tire alors à plus d'un demi-million d'exemplaires. Si le tirage est alors de 500 à 600 000 exemplaires, Elle est lu par au moins un million et demi de lectrices ; ce sera deux millions la décennie suivante. En 1952, la jeune Brigitte Bardot apparaît sur les couvertures de la publication. Les années suivantes, les écrits de  Françoise Sagan sont régulièrement présents au sein du magazine.
Les « Villages magiques » fondé en 1950 par Paul Morihien, ancien nageur devenu libraire, avec l'aide de Pierre et Hélène Lazareff deviennent les « Villages magiques »  du journal ELLE, qui fusionneront avec le Club Med en 1956. Le magazine diffuse régulièrement des articles sur lui tandis que le « bon magique » donne accès aux villages dans lesquelles des vedettes du cinéma et du théâtre sont invités ou parrains. Parmi eux, Torremolinos, près de Malaga, où a été tourné le film Le Désir et l'Amour en 1951, l'histoire de Martine, d'une troupe d'artistes en tournage, tombée amoureuse d'un jeune et beau pêcheur qui doit remplacer au pied levé le rôle principal.
Le photographe Lionel Kazan (qui entre au studio de Jean Chevalier fin 1952) n'est âgé que de 23 ans quand il publie sa première couverture, le 20 avril 1953, avec pour décor naturel le désert algérien. D'avril 1953 à fin 1955, Lionel Kazan signe 81 couvertures (il en signera presque une centaine). Claude Brouet, alors journaliste, reconnaît aussi la grande complicité qui existait entre Lionel Kazan et Hélène Lazareff, qui « se parlaient en russe ».
Année après année, le prêt-à-porter prend une part de plus en plus large dans le magazine ; celui-ci ne se contente plus de présenter la mode, il devient prescripteur, s'associant aux grands magasins parisiens. Le magazine consacre jusqu'à huit pages à Prisunic, qui a lancé une ligne de vêtements en 1956 avec Denise Fayolle. Si la haute couture n'est plus prépondérante, Elle reste l'un des rares organes de presse français soutenant Gabrielle Chanel — et son iconique tailleur — à son retour aux affaires en 1954, ainsi que le débutant Pierre Cardin, le « chouchou » du magazine les années suivantes. Peter Knapp prend la direction artistique en 1959 ; il y restera deux décennies. C'est lui qui donne au mensuel sa forme définitive.

### Années 1960 et suivantes
Dans les années 1960 et au début des années 1970, le magazine « s’essouffle dans la quête d’une nouvelle image de la femme ». À la fin des années 1960, des bons réductions « Couturama » délivrés avec le magazine pour les marques de Ungaro, Ricci, Cardin, Courrèges, ou Saint Laurent, entre autres, « déclenchent les passions ». Les grands noms — à l'exception notable de Chanel —, ainsi que les étoiles montantes de la mode, y participent. L'écrivain Alexandre Vialatte y tient une chronique régulière : Le Paris des Parisiennes. Catherine Rousso entre au magazine en 1969 puis devient rédactrice en chef « Mode » ; elle y restera plus de quarante ans. Vers cette époque, les principaux combats pour l’émancipation des femmes ont déjà été menés depuis la fin de la guerre et dans les années 1970 à 80, la ligne éditoriale s’essouffle et cherche une nouvelle image de la femme. Le « Grand prix des Lectrices de Elle » est lancé le 13 juillet 1970 ; il évoluera notablement en 1977 puis en 2002.
Éliane Victor, recommandée par Françoise Giroud, devient rédactrice en chef du magazine en 1978, dans une période ou les tirages sont en baisse. Elle quitte le magazine quatre ans plus tard, ayant réussi à remonter les chiffres de ventes. 
En parallèle est lancé en 1986 aux États-Unis l'édition américaine du magazine. Avec sa maquette colorée, sexy et « jeune », c'est rapidement un succès, le magazine allant jusqu'à dépasser les ventes du Harper's Bazaar avec 800 000 exemplaires (second des ventes « presse féminine » dans ce pays) et à faire vieillir l'image élitiste du Vogue US, poussant à la perte de son influente rédactrice en chef Grace Mirabella.  
En 2002, Valérie Toranian, succède à Anne-Marie Périer, comme  directrice de la rédaction du journal, avant d'être remplacée par Françoise-Marie Santucci, en septembre 2014. Rapidement, celle-ci modifie la ligne éditoriale du magazine, entraînant quelques remous de la part de la société des journalistes du magazine.
En 2015, Elle est présent dans le monde entier avec 46 éditions internationales et plus de 20 millions de lectrices. Le magazine tire pour 2014 à plus de 300 000 exemplaires, en forte chute par rapport aux années précédentes.

#### CMI
En avril 2018, le Groupe Lagardère et sa filiale Hachette Filipacchi Médias annoncent la vente prochaine de plusieurs de leurs organes de presse, dont le magazine Elle, à l'homme d'affaires et patron de presse tchèque Daniel Křetínský,. Finalement, en février 2019, Lagardère cède ses titres de presse magazine en France (à l’exception de Paris Match et du JDD) à la société Czech Media Invest (CMI) dirigée par Daniel Křetínský. Cette cession s’accompagne de la concession d’une licence exclusive pour la France sur la marque « Elle » au profit de CMI. Le groupe Lagardère demeure propriétaire de la marque Elle en France et à l’international et touche des royalties. CMI renouvelle la publication en augmentant le grammage du papier, entreprend d'orienter la ligne éditoriale plus vers les « news » et développe des numéros « hors série ».
En décembre 2019, le magazine Elle obtient le statut de publication d’information politique et générale (IPG), une décision historique pour un magazine féminin et une reconnaissance de tous les combats que mène le magazine depuis sa création, en particulier pour l'égalité hommes / femmes,. Ce statut le place au même niveau que L'Obs ou Le Point par exemple et ouvre les portes « pour des subventions ou des tarifs postaux avantageux ».
En novembre 2020, ELLE.fr lance la version payante de son site en ligne. Quelque dix millions de personnes s'abonnent en quelques mois.
En avril 2021, afin d’accélérer la mutation numérique d'Elle, CMI France nomme Véronique Philipponnat directrice du journal. En juin, le magazine obtient une interview d'Emmanuel Macron qui fait le buzz et fait sensiblement progresser les ventes. La marque « Elle » est alors rentable pour CMI réalisant environ 20 % du chiffre d'affaires du groupe, suivie de près par Art et Décoration. En parallèle, le groupe Lagardère continue de fournir du contenu « clef en main » pour toutes les éditions internationales, dont la française, même si la majorité des pages sont produites en local. 
En juin 2025, une enquête du service de fact-checking du média public belge VRT estime qu'au cours des trois derniers mois (mars-avril-mai 2025), plus de la moitié des articles parus dans Elle, Marie Claire et dans Psychologies ont été partiellement ou entièrement générés par de l'intelligence artificielle. L'enquête montre notamment que plusieurs journalistes de la rédaction belge du magazine - Marta Peeters, Sophie Vermeulen - sont en réalité de faux profils dont la photo utilisée est générée par de l'intelligence artificielle. L'enquête révèle aussi qu'une rédactrice se décrivant comme experte en psychologie était également un faux profil.
Ventures Média, propriétaire de ces titres de presse, réagit en supprimant les profils et en ajoutant une légende aux articles indiquant qu'il a été généré à l'aide de l'intelligence artificielle. La société indiqué qu'il s'agissait d'un « test ».

## Record

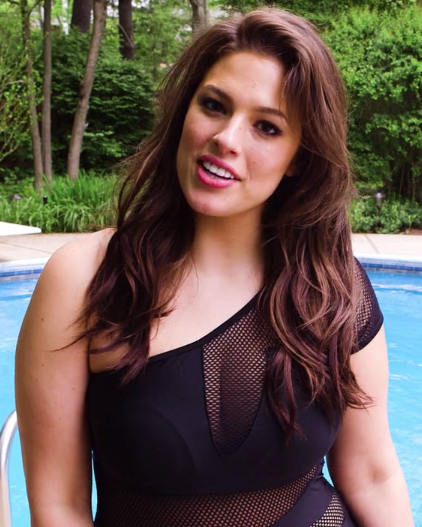
Ashley Graham dans Elle.

Le 5 mai 2003, le magazine voit exploser ses ventes (400 000 exemplaires) grâce à Emmanuelle Béart posant nue, sa chevelure blonde attachée avec son string, pour la photographe Sylvie Lancrenon. Le 18 août 2017, le magazine bat un nouveau record de vente (530 000 exemplaires) grâce à Brigitte Macron posant en couverture ; il s'agit de la meilleure vente d'un numéro en dix ans, d'après le magazine,.

## Diffusion en France
Tiré à 312 781 exemplaires en France, le magazine est vendu à 339 151 exemplaires (diffusion totale payée) sur l'année 2019 puis 323 151 exemplaires en 2020.
|      | 2009    | 2010    | 2011    | 2012    | 2013    | 2014    | 2015    | 2016    | 2017    | 2018    | 2019    | 2020    |
| Elle | 370 658 | 404 037 | 402 989 | 401 332 | 384 704 | 352 390 | 342 981 | 333 141 | 340 690 | 342 453 | 339 151 | 330 895 |